# Fire (B-Real)
«Fire» es el primer sencillo en solitario del rapero B-Real, junto a Damian Marley, del álbum de debut de B-Real Smoke N Mirrors. El sencillo fue lanzado junto a un video musical dirigido por Todd Angkasuwan y codirigido por Matt Alonzo.